# 320 PS-Jim
320 PS-Jim - Cowboys der Highways war eine Heftromanserie, die von 1982 bis 1986, der Einstellung der Heftromanveröffentlichungen des Verlages in Deutschland, veröffentlicht wurde.
Die beim Wolfgang Marken Verlag erschienene Serie erzählte die Erlebnisse der Trucker Jim Stonewall und Chris Morris, die mit ihrem deutschen MAN-Truck auf amerikanischen Highways unterwegs sind und mit Steve Barcley und Barry Winwood, einheimischen Kollegen mit einer weitaus stärkeren Maschine, um Aufträge rivalisieren. Geraten sie jedoch in Gefahr, halten beide Parteien zusammen wie Pech und Schwefel.
Die Romane erschienen im 14-täglichen Rhythmus und wurden von Autoren wie Dietmar Kuegler, Werner Dietsch, Werner K. Giesa, Uwe Hans-Joachim Wilken, Alfred Wallon und anderen unter Pseudonym geschrieben. Sie stellten eine Reaktion auf die damals aufkeimende Trucker-Welle in Deutschland dar; insgesamt erschienen 106 Hefte, die Abenteuer- und Westernromane mit moderner Technik verbanden.
Die ersten Hefte waren teilweise mit Farbpostern ausgestattet.